# Österreichische Arbeitsgemeinschaft für Gestalttheoretische Psychotherapie
Die Österreichische Arbeitsgemeinschaft für Gestalttheoretische Psychotherapie (ÖAGP) ist eine staatlich anerkannte Einrichtung für die fachspezifische Psychotherapieausbildung in der Methode Gestalttheoretische Psychotherapie (GTP) in Österreich. Darüber hinaus ist sie die Fachvereinigung der in Österreich nach dieser Methode praktizierenden Psychotherapeuten und fördert die Anwendung und Weiterentwicklung der Gestalttheorie im Bereich der Psychotherapie.
Absolventen dieser Ausbildung können mit der Zusatzbezeichnung Gestalttheoretische Psychotherapie (GTP) in die Psychotherapeutenliste beim österreichischen Gesundheitsministerium eingetragen werden und sind damit zur psychotherapeutischen Berufsausübung und zur Krankenkassen-Verrechnung von Krankheitsbehandlungen mit dieser Methode zugelassen. Die fachspezifische Ausbildung der ÖAGP in Gestalttheoretischer Psychotherapie wird vom österreichischen Gesundheitsministerium mit 191 ECTS-Credits ausgewiesen. Die ÖAGP ist eine der nach europäischen Richtlinien anerkannten postsekundären Bildungseinrichtungen in Österreich.
Der Verein wurde im Jahr 1985 gegründet. Seine Vorläuferin war 1979–1985 die „Sparte Gestalttherapie/Gestalttheoretische Psychotherapie“ im ASG („Arbeitskreis für Sozialpsychologie und Gruppendynamik“). Anfang 1994 wurde die ÖAGP als fachspezifische Ausbildungseinrichtung für die eigenständige Methode Gestalttheoretische Psychotherapie staatlich anerkannt. Seither ist sie mit Sitz und Stimme im Psychotherapie-Beirat des österreichischen Gesundheitsministeriums vertreten. Sie ist weiters Mitglied des Österreichischen Bundesverbandes für Psychotherapie (ÖBVP). der österreichischen Berufsvertretung für Psychotherapeuten.
Die internationale wissenschaftliche Dachgesellschaft der ÖAGP ist die multidisziplinäre Gesellschaft für Gestalttheorie und ihre Anwendungen, Society for Gestalt Theory and its Applications (GTA). Die wissenschaftliche Zeitschrift der GTA und damit auch der ÖAGP ist das internationale multidisziplinäre Journal Gestalt Theory. Daneben gibt die ÖAGP seit 2009 die Fachzeitschrift Phänomenal – Zeitschrift für Gestalttheoretische Psychotherapie heraus (Verlag Krammer, Wien).